# Phare d'Irish Quay
Le phare d'Irish Quay est un petit phare situé sur le quai des irlandais, au port de Castletown (Île de Man) face à celui de New Pier.
Le phare est géré par les autorités portuaires.

## Histoire
C'est une tourelle cylindrique en pierre de 3,5 m de haut construite en 1944, avec une petite lanterne métallique. L'édifice est peint en blanc avec une bande horizontale rouge.
La lumière émise est un flash rouge d'une seconde toutes les 3 secondes.